# Velimirovac
Velimirovac (1900-ig Selište) egykori német nemzetiségű falu Horvátországban, Eszék-Baranya megyében. Közigazgatásilag Nekcséhez tartozik.

## Fekvése
Eszéktől légvonalban 44, közúton 53 km-re nyugatra, Diakovártól légvonalban 33, közúton 37 km-re északnyugatra, községközpontjától 3 km-re északra, Szlavónia középső részén, a Szlavóniai-síkságon, a Nekcséről Alsómiholjácra menő út mentén fekszik.

## Története
A falu a Pejacsevich grófok nekcsei uradalmának területén keletkezett a 19. század második felében. Eredetileg Selištének hívták. Mai nevét egykori uráról Pejácsevich Velimir grófról kapta. Első lakói a gróf által a környező földek megművelésére a Bácskából és a Vajdaságból 1880 körül ide telepített dunai svábok voltak. Házai eredetileg két, egymásra merőleges utca mentén sorakoztak. Lakói erdőirtással, földműveléssel foglalkoztak. A településnek 1890-ben 739, 1910-ben 797 lakosa volt. Verőce vármegye Nekcsei járásához tartozott. Az 1910-es népszámlálás adatai szerint lakosságának 96%-a német, 3%-a horvát, 1%-a magyar anyanyelvű volt. Az első világháború után 1918-ban az új szerb-horvát-szlovén állam, majd később (1929-ben) Jugoszlávia része lett. A második világháború idején német lakosságának zöme a partizánok elől Ausztria felé menekült. Az itt maradtakat korra és nemre való tekintet nélkül háborús bűnössé nyilvánították és 1945. májusában a valpói koncentrációs táborba hajtották. Mire innen visszatértek nem volt hova menniük, ezért Ausztriába és Németországba távoztak. Házaikba az ország különböző részeiről ide telepített horvátokat és szerbeket költöztettek. 1991-ben lakosságának 83%-a horvát, 12%-a szerb nemzetiségű volt. 2011-ben 1129 lakosa volt.

## Lakossága
| Lakosság változása | Lakosság változása | Lakosság változása | Lakosság változása | Lakosság változása | Lakosság változása | Lakosság változása | Lakosság változása | Lakosság változása | Lakosság változása | Lakosság változása | Lakosság változása | Lakosság változása | Lakosság változása | Lakosság változása | Lakosság változása |
| ------------------ | ------------------ | ------------------ | ------------------ | ------------------ | ------------------ | ------------------ | ------------------ | ------------------ | ------------------ | ------------------ | ------------------ | ------------------ | ------------------ | ------------------ | ------------------ |
| 1857               | 1869               | 1880               | 1890               | 1900               | 1910               | 1921               | 1931               | 1948               | 1953               | 1961               | 1971               | 1981               | 1991               | 2001               | 2011               |
| 0                  | 0                  | 0                  | 739                | 908                | 797                | 802                | 915                | 982                | 937                | 1.121              | 1.150              | 1.179              | 1.243              | 1.235              | 1.129              |

(1890-től településrészként, 1921-től önálló településként.)

## Nevezetességei
A Fatimai Szűzanya tiszteletére szentelt római katolikus plébániatemploma. A plébániához Pribiševci, Lila, Klokočevci és Lipine falvak tartoznak.

## Kultúra
KUD Tamburica Velimirovac kulturális és művészeti egyesület.

## Oktatás
A falu tanulói a nekcsei Dora Pejačević általános iskolába járnak.

## Sport
- Az NK Croatia Velimirovac labdarúgóklubot 1948-ban alapították. A megyei 2. ligában szerepel.
- BK Wels bocsaklub.
- ŠK Radnik sakk-klub.

## Egyesületek
DVD Velimirovac önkéntes tűzoltó egyesület.